# Dirección Revolucionaria Unificada

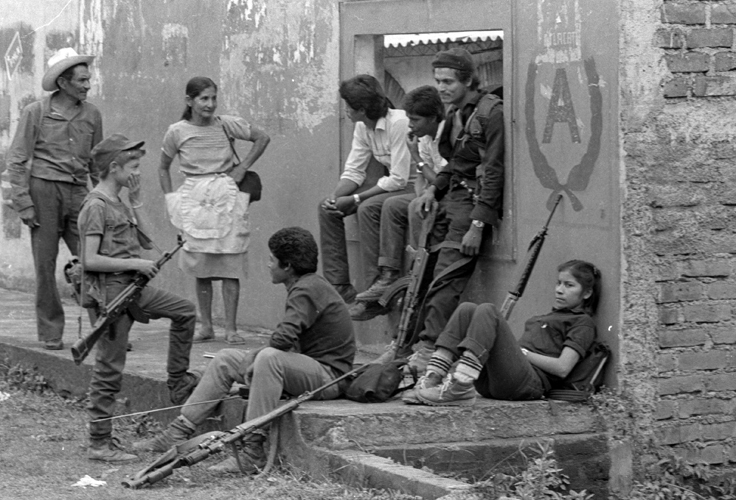
1980 se constituyó la Dirección Revolucionaria Unificada, DRU, con la participación de las FPL, RN, ERP y PCS, integrada con tres miembros de las Comisiones Políticas de cada uno de esos partidos revolucionarios. El 10 de octubre de 1980 fue fundado el FMLN, y luego, se incorporó el PRTC. Combatientes de las ERP-FMLN Perquin (circa 1990)

 La Dirección Revolucionaria Unificada (DRU) fue un instancia unitaria formada originalmente el 22 de mayo de 1980 por cuatro de las organizaciones político-militares de la izquierda salvadoreña: Fuerzas Populares de Liberación "Farabundo Martí" (FPL), el Ejército Revolucionario del Pueblo (El Salvador), la Resistencia Nacional (RN) y el Partido Comunista Salvadoreño (PCS). Su objetivo era crear un mando unificado en la lucha contra el régimen salvadoreño, encabezado en ese momento por la Junta Revolucionaria de Gobierno.
El antecedente de la DRU fue la Coordinadora Político Militar, creada el 19 de diciembre de 1980 por las FPL, la RN y el PCS, sin la inclusión del ERP. Esta organización se había dividido en mayo de 1975 por pugnas ideológicas internas, que llegaron a su clímax con los asesinatos del poeta Roque Dalton y el obrero Armando Arteaga, "Pancho". El ERP se dividió, y surgió la Resistencia Nacional, que se opuso a la entrada del ERP en la CPM, y solo tras intensas negociaciones aceptó su entrada en la DRU. En septiembre de 1980, la RN abandonó la Dirección Revolucionaria Unificada, por diferencias con el ERP. El 10 de octubre de ese mismo año se sumaría de nuevo, con la creación del Frente Farabundo Martí para la Liberación Nacional (FMLN). En diciembre de 1980 se sumó al FMLN el Partido Revolucionario de los Trabajadores Centroamericanos.
La Dirección Revolucionaria Unificada no logró convertirse en un mando centralizado de la izquierda armada salvadoreña, debido a las diferencias tácticas y estratégicas de sus organizaciones. Su papel fue el de coordinar acciones guerrilleras y mantenerse como una instancia de diálogo.
- Datos: Q5808034